# Chlorocoma rhodothrix
Chlorocoma rhodothrix är en fjärilsart som beskrevs av Turner 1922. Chlorocoma rhodothrix ingår i släktet Chlorocoma och familjen mätare. Inga underarter finns listade i Catalogue of Life.